# Borut (Cerovlje)
 Borut  (olaszul: Borutto) falu Horvátországban, Isztria megyében. Közigazgatásilag Cerovljéhez tartozik.

## Fekvése
Az Isztriai-félsziget közepén, Pazintól 14 km-re, községközpontjától 5 km-re északkeletre a Pazinból Buzetre, illetve a másik irányban Boljun és az Učka-hegység felé, a Borutski-patak mentén haladó főút mellett fekszik. Budaki, Buzići, Čuleti, Dausi, Grdinići, Grgurići, Muloni, Orlovići, Poljanice és Sandalji nevű kisebb telepek tartoznak hozzá.

## Története
A település az isztriai határleírás szerint már a 13. században is létezett, amikor az aquileai pátriárka fennhatósága alá tartozott. Már ekkor állt Szent Mihály tiszteletére szentelt plébániatemploma. Következő írásos említése 1498 után a pazini grófság urbáriumában történt „Waruth” alakban. A 15. században csak tíz körüli lakosa volt, de a 16. században a lakosság száma a török elől menekülők beköltözése következtében növekedett. A 17. században újra csökkent a népesség, mely közül sokan Boljun környékére települtek át. A településnek 1857-ben 277, 1910-ben 360 lakosa volt. 2011-ben a falunak 206 lakosa volt.

## Lakosság
| Lakosság változása | Lakosság változása | Lakosság változása | Lakosság változása | Lakosság változása | Lakosság változása | Lakosság változása | Lakosság változása | Lakosság változása | Lakosság változása | Lakosság változása | Lakosság változása | Lakosság változása | Lakosság változása | Lakosság változása | Lakosság változása |
| ------------------ | ------------------ | ------------------ | ------------------ | ------------------ | ------------------ | ------------------ | ------------------ | ------------------ | ------------------ | ------------------ | ------------------ | ------------------ | ------------------ | ------------------ | ------------------ |
| 1857               | 1869               | 1880               | 1890               | 1900               | 1910               | 1921               | 1931               | 1948               | 1953               | 1961               | 1971               | 1981               | 1991               | 2001               | 2011               |
| 277                | 286                | 338                | 312                | 330                | 360                | 360                | 385                | 384                | 360                | 345                | 323                | 247                | 222                | 232                | 206                |

## Nevezetességei
- Mihály arkangyal tiszteletére szentelt plébániatemploma a 13. században épült román stílusban, 1787-ben bővítették. Egyhajós épület félköríves apszissal. Barokk főoltárán Szent Mihály, Szűz Mária és Szent József szobrai állnak.
- A Szentlélek tiszteletére szentelt temploma a vasútállomás közelében áll. A bejárat feletti glagolita felirata szerint 1560-ban Vid Vitulović mester újította fel. Utoljára 1986-ban renoválták. Oltára a 17. században készült.